# Автошлях E462
E 462 — європейська дорога класу В у Чехії та Польщі, що з’єднує міста Брно — Оломоуц — Чеський Тешін — Катовіце — Краків.

## Розв'язки трас та доріг Е
- Чехія
  - Брно:  E60, E65, E461
  - Оломоуць:  E442
  - Чеський Тешин:  E75
  - Катовиці:  E75
- Польща
  - Краків:  E40, E77